# Дийн Хаусен
Дийн Дони Хуйсен Вайсмюлер (на нидерландски: Dean Donny Huijsen Wijsmuller; роден на 14 април 2005 г.) е професионален футболист, защитник, играещ за испанският Реал Мадрид. Роден в Нидерландия, той представлява националния отбор на Испания.
Хаусен дебютира за резервния отбор на Ювентус през януари 2023 г. Дебютира в Серия А с първия отбор през следващия октомври. След престой под наем в Рома, Хаусен подписа с отбора от Висшата лига Борнемут през юли 2024 г. На 17 май 2025 г. клубът от Ла Лига Реал Мадрид обяви подписването на Хуйсен, като играчът ще се присъедини към Лос Бланкос на 1 юни 2025 г. с договор до юли 2030 г.